# Tjåkasavan
Tjåkasavan är en sjö i Sorsele kommun i Lappland och ingår i Umeälvens huvudavrinningsområde. Sjön har en area på 0,395 kvadratkilometer och ligger 337,1 meter över havet. Tjåkasavan ligger i Vindelälven Natura 2000-område.

## Delavrinningsområde
Tjåkasavan ingår i det delavrinningsområde (725838-157833) som SMHI kallar för Utloppet av Stensundselet. Medelhöjden är 384 meter över havet och ytan är 89,45 kvadratkilometer. Räknas de 398 avrinningsområdena uppströms in blir den ackumulerade arean 6 452,1 kvadratkilometer. Vindelälven som avvattnar avrinningsområdet har biflödesordning 2, vilket innebär att vattnet flödar genom totalt 2 vattendrag innan det når havet efter 294 kilometer. Avrinningsområdet består mestadels av skog (71 procent). Avrinningsområdet har 11,72 kvadratkilometer vattenytor vilket ger det en sjöprocent på 13,1 procent.